# آرمن هاروتیونیان
آرمن هاروتیونیان (ارمنی: Արմեն Հարությունյան؛ زادهٔ ۱۹۶۴) فعال حقوق بشر اهل ارمنستان است. دادآور سابق و نماینده منطقه‌ای کمیساریای عالی حقوق بشر در آسیای مرکزی بود. وی از سال ۲۰۱۵ در سمت قاضی در دادگاه حقوق بشر اروپا می‌باشد.

## نشان‌ها
- صلیب شایستگی (لهستان)
- مدال طلای یادبود فریتیوف نانسن

## یادداشت
1. ↑  Regional Representative of UN High Commissioner for Human Rights in Central Asia